# Streptanthus bracteatus
Streptanthus bracteatus är en korsblommig växtart som beskrevs av Asa Gray. Streptanthus bracteatus ingår i släktet Streptanthus och familjen korsblommiga växter. Inga underarter finns listade i Catalogue of Life.